# Florentin Constantin Moraru
Florentin Constantin Moraru (n. 3 iunie 1963) este un deputat român în legislatura 2000-2004, ales în județul Argeș pe listele PRM. Florentin Constantin Moraru este de profesie medic primar.

## Legături externe
- Florentin Constantin Moraru Arhivat în 14 august 2020, la Wayback Machine. la cdep.ro